# Бихизор
Бихизор (тадж. Биҳизор; до 2024 оода — Ватан) — село в Хатлонской области Республики Таджикистан. 
Административно входит в состав джамоата (сельской общины) Обшорон Шахритусского района.
Находится на расстоянии 6 км от райцентра (пгт. Шахритус) и 6 км от центра джамоата (с. Обшорон).
Название села означает «родина». Прежнее название — Отделение №1 совхоза Ватан.
Население — 3500 чел. (2017).